# Тип 63 (РСЗВ)
Тип 63 (англ. Type 63) — реактивна система залпового вогню китайського виробництва.
Розробка легкої буксуруємої реактивної системи залпового вогню (РСЗВ) калібру 107 мм велася в КНР заводом N 847. У 1963 році нова система успішно пройшла випробування і була прийнята на озброєння Народно-визвольної армії Китаю (НВАК) під назвою «Тип 63». У кінці 1980-х років вони були замінені більш потужними 102-мм «Тип 50-5». На даний момент невелике число РСЗВ «Тип 63» різних модифікацій знаходиться на озброєнні повітряно-десантних військ, гірськострілецьких та мобільних з'єднань НВАК.

## Конструкція
Пускова установка по конструкції нагадує звичайну артилерійську та складається з пакета напрямних, підйомного та поворотного механізмів, прицільних пристосувань, електротехнічного обладнання та легкого лафета. Пакет напрямних містить 12 гладкоствольних труб, розташованих у три ряди по чотири стволи в кожному. Пакет закріплений на верхньому верстаті лафета, на якому змонтовані також прицільні пристосування, підйомний і поворотний механізми. За допомогою цих механізмів напрямні можуть наводитися у вертикальній площині в діапазоні кутів від 0 ° до + 60 ° і в горизонтальній площині ± 15 °. Нижній верстат лафета має дві розсувні трубчасті станини і два відкидних передніх упору, що забезпечують достатню стійкість пускової установки при стрільбі.
Одноосний підресореним хід з колесами автомобільного типу дозволяє буксирувати пускову установку з досить високими швидкостями руху. При необхідності пускова установка може перекочуватися на полі бою силами розрахунку, що складається з п'яти чоловік.

## Боєприпаси
Стрільба ведеться 107-мм одноступінчастими турбореактивними некерованими снарядами, які стабілізуються в польоті обертанням навколо поздовжньої осі. Реактивний двигун має камеру згоряння, в якій поміщений пороховий метальний заряд — сім циліндричних шашок з осьовими каналами. Для запалення порохового заряду використовується пірозапал. Обертання створюється за рахунок витікання порохових газів реактивного двигуна через шість сопел в кормовій частині снаряда, розташованих під кутом до поздовжньої осі снаряда. Управління стрільбою здійснюється за допомогою виносного пульта.
Основними типами боєприпасів є:
- осколково-фугасний снаряд;
- осколково-фугасний снаряд з підвищеною осколковою дією;
- запальний снаряд (бойова частина споряджається зарядом білого фосфору);
- снаряд для постановки радіоперешкод;

## Ліцензійне виробництво
«Тип 63» та ракети до нього виготовляються в декількох країнах за ліцензією:
- Азербайджан — «Боран»
- Судан — «Taka»
- Іран — Fajr-1
- ПАР — RO 107
- Північна Корея — «Тип 75»
- Туреччина — T-107
- Єгипет — RL812/TLC